# Pasorapa
Pasorapa – miasto w Boliwii, w departamencie Cochabamba, w prowincji Campero.